# هجوم بعقلين
في 21 أبريل 2020 في بعقلين، قضاء الشوف، مُحافظة جبل لبنان، لبنان، قتلَ مازن حرفوش تسعة أشخاص، بمن فيهم زوجته وشقيقه فوزي حرفوش، الذي كانَ يُشتبه في السابق في أنَّه شريك.
بدأ موجة القتل في الساعة 3:30 مساءً، مستخدمًا سكينًا لقتل زوجته. ثم قتل ثمانية أشخاص آخرين بالرصاص. وكان ستة من الضحايا سوريين وثلاثة لبنانيين. قُبِضَ على المشتبه به في المساء. يشتبه في أنَّ الهُجوم هو جريمة شرف.